# Pionier (samochód)
Pionier – prototyp polskiego samochodu, konstrukcji Mieczysława Łukawskiego, wykonany w 1953 przez Zakłady Samochodowe Ministerstwa Transportu Drogowego i Lotniczego jako małolitrażowy pojazd osobowo-dostawczy.
Podwozie Pioniera było czterokołowe, ramowe. Trzydrzwiowe nadwozie (dwoje drzwi bocznych i dwuskrzydłowe drzwi tylne), całkowicie zamknięte, typu kombi wykonano jako konstrukcję metalowo-drewnianą. Napęd stanowił dwusuwowy silnik Gad 500 konstrukcji S. Gajęckiego, używany w łodziach motorowych.
Pojazd nie został zatwierdzony do produkcji seryjnej.
Samochody Pionier okazały się nieudane. Uznano, że jedynie nadwozie typu furgon ma widoki na przyszłość, ze względu na sporą przestrzeń ładunkową przy niewielkich wymiarach zewnętrznych. Nie wiadomo jaka część tych pojazdów była konstrukcją własną. Nie wiadomo też jaki był cel budowy prototypów. Prawdopodobnie chodziło o skonstruowanie samochodu, kopiując istniejące rozwiązania techniczne DKW, z zastosowaniem polskiego silnika i własnego nadwozia.